# 陳雲衢
陳雲衢（1502年—？），字邦英，福建興化府莆田縣人，民籍，明朝政治人物。

## 生平
嘉靖十年（1531年）辛卯科福建鄉試第五十八名舉人。嘉靖十四年（1535年）中式乙未科會試第三百十七名，登第三甲第二百二十二名進士。官至南京户部主事。

## 家族
曾祖陳孟嚴；祖父陳珩，訓導；父陳文潮，母林氏。具庆下。從兄陳叙，贡士。弟雲程、雲階。